# Teatro Casino
 Coordenadas : minutos ou segundos > 60
Casino Theatre foi um dos múltiplos teatros da Broadway e ficava localizado no número 1404 da Broadway (Oeste da Rua 39), em Midtown Manhattan, Nova York. Construído em 1882, era líder na apresentação da maioria dos musicais e óperas, até o encerramento de suas atividades em 1930.
O teatro foi uma das primeiras instalações de Nova York a ser abastecida inteiramente por eletricidade. O local popularizou a linha de coro e introduziu audiências brancas para espetáculos afro-americanos. Originalmente tinha capacidade para cerca de 875 pessoas sentadas, no entanto o teatro foi ampliado e reconstruído em 1905 após um incêndio e, em seguida podia acomodar um público de 1300 pessoas sentadas. Ele organizou apresentações de óperas cômicas, operetas e musicais, incluindo Erminie , Florodora, The Vagabond King e The Desert Song. Suas atividades foram encerradas em 1930 e o teatro acabou demolido no mesmo ano.

## Produções notáveis
- 1882: The Queen's Lace Handkerchief
- 1883: The Beggar Student
- 1884: Nell Gwynne
- 1885: Die Fledermaus
- 1886: Erminie
- 1888: The Yeomen of the Guard
- 1891: Cavalleria Rusticana
- 1894: The Passing Show
- 1895: The Wizard of the Nile
- 1896: In Gay New York
- 1897: The Belle of New York
- 1898: Clorindy, or The Origin of the Cake Walk
- 1900: Florodora
- 1900: The Casino Girl
- 1901: The Little Duchess
- 1902: A Chinese Honeymoon
- 1903: The Runaways
- 1905: The Earl and the Girl
- 1909: Havana
- 1909: The Chocolate Soldier
- 1912: The Firefly
- 1912–13: Seasons of Gilbert and Sullivan
- 1914: High Jinks (musical)
- 1915: The Blue Paradise
- 1916: Very Good Eddie
- 1917: Oh, Boy!
- 1918: Oh, Lady! Lady!!
- 1918: Sometime
- 1921: Tangerine
- 1922: Sally, Irene and Mary
- 1923: Wildflower
- 1924: I'll Say She Is – Marx Brothers
- 1925: The Vagabond King
- 1926: The Desert Song
- 1928: My Maryland
- 1929: The New Moon
- 1930: American Opera Company's Madama Butterfly and Faust